# Ținut

I Ținut nella Romania del 1939

Il Ținut era una suddivisione amministrativa di primo livello in vigore nel Principato di Moldavia e nel Regno di Romania

## Medio Evo
Nel Medioevo i Ținut erano suddivisioni amministrative in uso in Moldavia ed erano l'equivalente (anche come dimensione) dei Județ della Valacchia. A capo dell'unità c'era un pârcălab o uno staroste. È attestato che il primo ad essere istituito fu il ținut al Vâlcii l'8 gennaio 1392 da Mircea I cel Bătrân

## Novecento
Nel 1938 il Ținut fu reintrodotto nel Regno di Romania dal Re Carlo II sul modello dei Gau nazisti, dove i funzionari pubblici erano membri del partito unico. I nuovi stemmi e le nuove bandiere furono pubblicati dal Monitorul Oficial il 10 febbraio 1939. I 10 ținut erano a loro volta divisi in Plasă e comuni. I nomi erano ispirati ai fiumi